# Azillanet
Azillanet é uma comuna francesa na região administrativa de Occitânia, no departamento de Hérault. Estende-se por uma área de 14,4 km². Em 2010 a comuna tinha 375 habitantes (densidade: 26 hab./km²).